# 约瑟夫·罗曼
约瑟夫·罗曼（1940年4月15日—1972年9月5日）是一名利比亚裔以色列男子举重运动员。1972年代表以色列参加了在西德慕尼黑举办的第二十届夏季奥运会。
约瑟夫·罗曼是慕尼黑惨案中第二个被巴勒斯坦武装組織黑色九月恐怖分子杀害的以色列运动员。约瑟夫·罗曼在以色列轻量级和中量级别举重比赛中連續九年称霸冠军。
约瑟夫·罗曼出生于利比亚班加西的一个犹太人家庭，家中有9个兄弟姐妹。1946年，在他六岁的时候，他和他的家人在阿利亞運動中举家搬迁至巴勒斯坦託管地（即后来的以色列）。约瑟夫·罗曼定居于赫兹利亚，职业是室内设计师，和妻子伊拉娜育有3个女儿，参与了1967年的六日战争。
约瑟夫·罗曼参加了1972年奥运会的中量级举重比赛，但是由于膝盖肌腱断裂未能完成比赛。他计划于1972年9月6日搭飞机返回以色列进行膝盖手术。
1972年9月5日清晨，黑色九月组织的几名恐怖分子闯入奥运村的以色列运动员宿舍。恐怖分子在第一间宿舍搜查以色列代表团教练，在打伤摔跤教练摩西·溫伯格面部后胁迫其带领搜寻其余宿舍内的潜在人质。之后恐怖分子找到了六名摔跤和举重运动员，其中就包括约瑟夫·罗曼。
在恐怖分子押送运动员回到教练宿舍时，溫伯格做出了反抗，蓋德·索巴利得以逃脱，而温伯格则不幸被枪杀。在宿舍内，罗曼曾经攻击了恐怖分子，用手中的小刀挥砍阿菲夫·艾哈邁德·哈米德的脸部并在被枪杀前抢夺了其手中的AK-47。根据2015年出版的一份报告显示，罗曼在被杀之前曾遭到恐怖分子的折磨，恐怖分子在其他人质面前砍断了他的生殖器。 作为对其他人质的警告，罗曼的尸体被留置于众人面前。随后在西德方面不成功的营救尝试中其他九名以色列运动员均被杀害。
罗曼的母亲在得知儿子的死讯后自杀身亡，几年后，其弟弟也同样选择了自杀。
2005年在斯蒂芬·斯皮尔伯格导演的电影《慕尼黑》中，由山姆·费尔（Sam Feuer）饰演了约瑟夫·罗曼。罗曼的遗孀伊拉娜·罗曼在观看了该影片后评价说“我并不反感这部影片，相反很乐见人们能记住慕尼黑發生惨案，希望永远不要再有這樣的悲剧”。
伊拉娜·罗曼希望在2012年奥运会期间能举办纪念慕尼黑惨案40周年的默哀仪式，但是未被采纳。2014年国际奥委会同意捐赠$250,000用于修建纪念遇难以色列运动员的纪念碑。